# Ceraclea albosticta
Ceraclea albosticta är en nattsländeart som först beskrevs av Hagen 1861.  Ceraclea albosticta ingår i släktet Ceraclea och familjen långhornssländor. Inga underarter finns listade i Catalogue of Life.